# Метфессель, Иоганн Альберт Готлиб

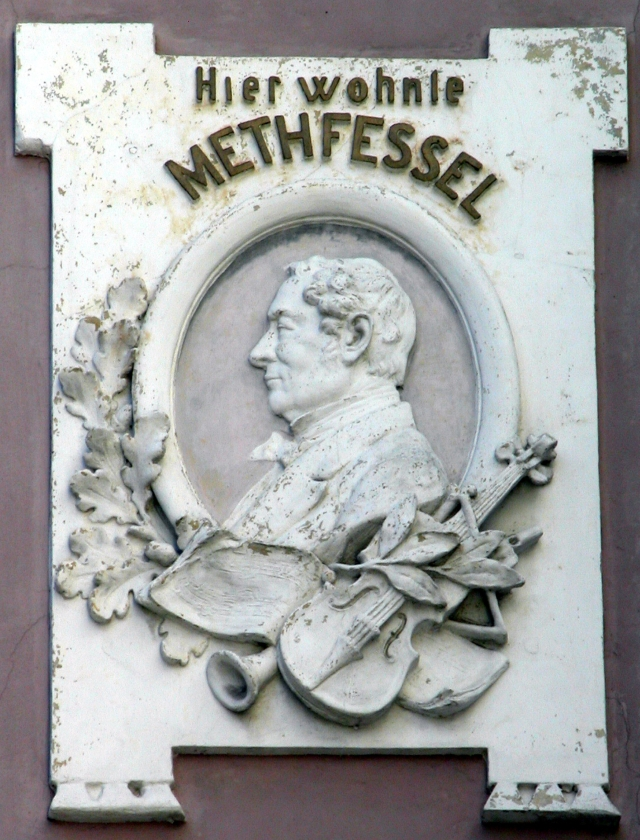
Мемориальная доска на доме Метфесселя в Брауншвейге

Иоганн Альберт Готлиб Метфессель (нем. Johann Albert Gottlieb Methfessel; 6 октября 1785, Штадтильм — 23 марта 1869, Хекенбек, ныне пригород Бад-Гандерсхайма) — немецкий камерный певец и композитор.
Тринадцатый сын в семье городского органиста. Окончил гимназию в Рудольштадте, в 1807—1810 гг. изучал философию и музыку в Лейпциге и Дрездене. С 1810 г. придворный певец в Рудольштадте. С 1824 г. преподавал пение в Гамбурге, основал мужской хор (нем. Hamburger Liedertafel). в 1832—1841 гг. придворный капельмейстер в Брауншвейге, затем в связи с подступающей глухотой отказался от певческой и дирижёрской карьеры и в дальнейшем занимался только композицией. В 1865 г. к 80-летию Метфесселя ему было присвоено звание почётного доктора Йенского университета.
Метфесселю принадлежат опера «Принц Басры» (нем. Prinz von Basra), оратория «Освобождённый Иерусалим» (нем. Das befreite Jerusalem), разнообразная церковная музыка. Однако прежде всего Метфессель был известен своими песнями: циклом «Шесть немецких военных песен» (нем. Sechs deutsche Kriegslieder; 1813) и особенно сборником застольных песен (нем. Allgemeines Kommers- und Liederbuch; 1818), выдержавшим много изданий. Метфесселю, помимо прочего, принадлежит написанный в 1828 г. официальный гимн Гамбурга (Stadt Hamburg in der Elbe Auen).